# Bocana determinata
Bocana determinata är en fjärilsart som beskrevs av Walker 1865. Bocana determinata ingår i släktet Bocana och familjen nattflyn. Inga underarter finns listade i Catalogue of Life.